# Heliophila minima
Heliophila minima là một loài thực vật có hoa trong họ Cải. Loài này được Marais mô tả khoa học đầu tiên.